# Leptocerus australis
Leptocerus australis är en nattsländeart som först beskrevs av G. Marlier 1965.  Leptocerus australis ingår i släktet Leptocerus och familjen långhornssländor. Inga underarter finns listade i Catalogue of Life.